# Taylorsville (Georgia)
Taylorsville is een plaats (town) in de Amerikaanse staat Georgia, en valt bestuurlijk gezien onder Bartow County en Polk County.

## Demografie
Bij de volkstelling in 2000 werd het aantal inwoners vastgesteld op 229.
In 2006 is het aantal inwoners door het United States Census Bureau geschat op 226, een daling van 3 (-1,3%).

## Geografie
Volgens het United States Census Bureau beslaat de plaats een oppervlakte van
3,9 km², geheel bestaande uit land. Taylorsville ligt op ongeveer 223 m boven zeeniveau.

## Plaatsen in de nabije omgeving
De onderstaande figuur toont nabijgelegen plaatsen in een straal van 20 km rond Taylorsville.